# Onthophagus consentaneus
Onthophagus consentaneus là một loài bọ cánh cứng trong họ Bọ hung (Scarabaeidae).